# DDR-Meisterschaften im Boxen 1979
Die DDR-Meisterschaften im Boxen wurden 1979 zum 31. Mal ausgetragen und fanden vom 5. bis 9. Dezember in Frankfurt (Oder) statt. Dabei wurden in elf Gewichtsklassen die Meister ermittelt. Im Halbfliegengewicht starteten drei Boxer, weshalb es nur einen dritten Rang gab. Der ASK Vorwärts Frankfurt/O. war mit vier Titeln der erfolgreichste Verein dieser Meisterschaft. Mit Jürgen Fanghänel konnte lediglich ein Boxer seinen Titel aus dem Vorjahr verteidigen. Robert Marx, Richard Nowakowski und Olaf Schneider kamen diesmal eine Gewichtsklasse höher zu Titelehren.

## Endergebnisse
| Gewichtsklasse                  | Gold                                           | Silber                                   | Bronze                                  | Bronze                             |
| Halbfliegengewicht (bis 48 kg)  | Dietmar Geilich ASK Vorwärts Frankfurt/O.      | Eberhard Pieper BSG Chemie PCK Schwedt   | Bernd Rehberg ASK Vorwärts Frankfurt/O. | – – –                              |
| Fliegengewicht (bis 51 kg)      | Robert Marx SC Traktor Schwerin                | Klaus-Dieter Kirchstein SC Dynamo Berlin | Werner ASG Vorwärts Dranske             | Dirk Schäfer SC Traktor Schwerin   |
| Bantamgewicht (bis 54 kg)       | Mario Behrendt TSC Berlin                      | Frank Kegebein SC Traktor Schwerin       | Uwe Fox SC Traktor Schwerin             | Fähnrich SC Traktor Schwerin       |
| Federgewicht (bis 57 kg)        | Rudi Fink ASK Vorwärts Frankfurt/O.            | Torsten Koch ASK Vorwärts Frankfurt/O.   | Andreas Schink SG Wismut Gera           | Ulf Graf ASK Vorwärts Frankfurt/O. |
| Leichtgewicht (bis 60 kg)       | Richard Nowakowski SC Traktor Schwerin         | Lutz Käsebier SC Dynamo Berlin           | Thomas Schulz SG Wismut Gera            | Peter Buchwald SC Chemie Halle     |
| Halbweltergewicht (bis 63,5 kg) | Karl-Heinz Krüger ASK Vorwärts Frankfurt/O.    | Uwe-Jens Friedrich SG Wismut Gera        | René Müller BSG Stahl Hennigsdorf       | Michael Käso SC Cottbus            |
| Weltergewicht (bis 67 kg)       | Olaf Schneider SC Dynamo Berlin                | Jürgen Alms SC Traktor Schwerin          | Jörg Richter ASK Vorwärts Frankfurt/O.  | Günther Lieser SC Chemie Halle     |
| Halbmittelgewicht (bis 71 kg)   | Günther Rostankowski ASK Vorwärts Frankfurt/O. | Detlef Kästner SC Dynamo Berlin          | Detlef Straßburg SC Chemie Halle        | Uwe Franz SC Cottbus               |
| Mittelgewicht (bis 75 kg)       | Bodo Andreass SG Wismut Gera                   | Uwe Mosinski SG Wismut Gera              | Lutz Neumann SC Dynamo Berlin           | Hans-Jörg Reinhold DHFK Leipzig    |
| Halbschwergewicht (bis 81 kg)   | Ralf Nebrig SC Dynamo Berlin                   | Frank Kobsik ASK Vorwärts Frankfurt/O.   | Hartmut Cyba SG Wismut Gera             | Hartmut Schuhmann SC Dynamo Berlin |
| Schwergewicht (über 81 kg)      | Jürgen Fanghänel SG Wismut Gera                | Ulli Kaden SG Wismut Gera                | Werner Kohnert TSC Berlin               | Dietmar Mayer SC Chemie Halle      |

## Medaillenspiegel
| Platz | Verein | Verein                    | Gold | Silber | Bronze | Total |
| ----- | ------ | ------------------------- | ---- | ------ | ------ | ----- |
| 1     |        | ASK Vorwärts Frankfurt/O. | 4    | 2      | 3      | 9     |
| 2     |        | SG Wismut Gera            | 2    | 3      | 3      | 8     |
| 3     |        | SC Dynamo Berlin          | 2    | 3      | 2      | 7     |
| 4     |        | SC Traktor Schwerin       | 2    | 2      | 3      | 7     |
| 5     |        | TSC Berlin                | 1    | –      | 1      | 2     |
| 6     |        | BSG Chemie PCK Schwedt    | –    | 1      | –      | 1     |
| 7     |        | SC Chemie Halle           | –    | –      | 4      | 4     |
| 8     |        | SC Cottbus                | –    | –      | 2      | 2     |
| 9     |        | BSG Stahl Hennigsdorf     | –    | –      | 1      | 1     |
| 9     |        | ASG Vorwärts Dranske      | –    | –      | 1      | 1     |
| 9     |        | DHFK Leipzig              | –    | –      | 1      | 1     |
|       | Total  | Total                     | 11   | 11     | 21     | 43    |